# Julien Weill
Pour les articles homonymes, voir Weill.
Julien Weill, né le 29 mars 1873 à Versailles et mort le 25 avril 1950 dans le 16e arrondissement de Paris, est un rabbin français, qui était grand-rabbin de Paris lorsque les Allemands envahirent la capitale, durant la Seconde Guerre mondiale.

## Biographie

### Jeunesse et famille
Isaïe Julien Weill est né à Versailles en 1873,. Son père, Emmanuel Weill, rabbin de Versailles (de 1867 à 1875) puis adjoint du grand rabbin de France et à partir de 1882 rabbin de la synagogue de la rue Buffault à Paris, est originaire d'Ensisheim dans le Haut-Rhin. Sa mère, Adèle, est la fille du rabbin Heymann Dreyfuss de Saverne et la sœur de Jacques-Henri Dreyfuss, grand rabbin de Belgique et futur grand rabbin de Paris.
Il étudie au lycée Janson-de-Sailly puis de 1891 à 1897, au séminaire israélite de France, à Paris.
Il épouse Hélène Kahn, la troisième fille de Zadoc Kahn, le grand-rabbin de France,. Il est l'oncle d'Odette Monod-Bruhl, curateur au Musée national des arts asiatiques-Guimet, de sa sœur Lise Bruhl, épouse du zoologiste Georges Teissier, et de Geneviève Zadoc-Kahn, régisseuse des concerts Musigrains.
André Baur, mort en déportation à Auschwitz, le président de l'Union libérale israélite et dirigeant de l'UGIF, est un neveu de Julien Weill,.

### Parcours
Il devient le rabbin de Versailles, où son père avait été rabbin. De 1905 à 1928, il enseigne, au séminaire israélite de France, les littératures anciennes et françaises. Il remplace son maître Albert Cahen, devenu inspecteur général de l'enseignement secondaire.
En 1914, il est nommé aumônier de la 8e CA par le grand rabbin de France Alfred Lévy en accord avec le ministère de la Guerre.
De 1924 à 1926, Julien Weill est rabbin à Dijon.
En 1931, il devient le suppléant de son oncle, le grand rabbin de Paris, Jacques-Henri Dreyfuss, ce dernier étant malade. Lorsque Dreyfuss meurt en 1933, il lui succède au poste de grand-rabbin de Paris.
Il préside aux funérailles religieuses d'André Citroën, au cimetière du Montparnasse, le vendredi 5 juillet 1935.

#### LaRevue des études juives
Julien Weill participe aux activités de la Société des études juives, aux côtés de son beau-père, Zadoc Kahn et de son beau-frère, le rabbin Israël Lévi. Il devient successivement secrétaire, puis secrétaire général, puis président[Quand ?] et rédacteur de la Revue des études juives.
Il écrit des articles sur la Bible, l'épigraphie, la Littérature juive, l'histoire, la théologie. Il s'occupe de la revue bibliographique. Il fait des comptes-rendus d'ouvrages parus en allemand, en anglais, en hébreu et en français.

#### Avant la Seconde Guerre mondiale
En 1938, après la nuit de Cristal (Kristallnacht), Julien Weill tombe dans un piège que lui a tendu le journal Le Matin, qui sympathise avec les thèses nazies.
L'entrevue avec Julien Weill parait en première page du Matin, sous le titre : « Pour venir en aide aux Juifs. La solution que réclame ce problème dépend surtout de l'Angleterre et de l'Amérique, nous dit M. Julien Weill ».
Julien Weill déclare dans l'entrevue : « Je ne puis malheureusement apporter au règlement de cette question si angoissante la moindre contribution. Elle dépasse très largement ma compétence. Des comités d'assistance se sont occupés, jusqu'à présent, de fournir aux israélites émigrés les moyens de se fournir un nouveau foyer. Le problème juif vient, ces temps derniers, de prendre une ampleur telle qu'il ne saurait être résolu que dans le cadre des organisations internationales. Je crois, à ce propos, que la solution qu'il réclame dépend bien davantage de l'Amérique et de l'Angleterre que de la France, qui a déjà fait, à cet égard, plus qu'aucun pays au monde et ne peut plus, de toute évidence, accueillir de nouveaux immigrants. Je ne crois même pas qu'elle pourrait leur faire place dans les régions habitables de son empire colonial (...) Nul ne compatit plus que moi, vous l'imaginez, à la douleur et à la misère des israélites allemands. Mais rien non plus ne me paraît plus précieux que le maintien de la paix sur la terre. »
Lucien Lazare rappelle : « Le grand rabbin de Paris, Julien Weill, déclare au quotidien de droite promunichois Le Matin au sujet de la détresse des Juifs allemands : "Il ne nous appartient pas de prendre, en ce moment, une initiative qui pourrait entraver en quoi que ce soit les tentatives actuellement en cours pour un rapprochement franco-allemand. »
Pour Yvette Rachel-Kaufman (1982), le quotidien Le Matin déforme les pensées de Julien Weill, le présentant comme favorable à un rapprochement avec l'Allemagne hitlérienne et affirme faussement qu'il est défavorable à l'aide du gouvernement français aux réfugiés allemands.
Certains auteurs jugent négativement Julien Weill en se fondant sur l'article du Matin. Ainsi, Jean-Pierre-Allali et Haim Musicant écrivent en 1987 : « Autre exemple de l'attitude ambiguë et souvent veule d'une partie de l'establishment communautaire juif : la déclaration du grand-rabbin de Paris, Julien Weil [sic], estimant que la paix est plus importante que le sort des Juifs en Europe centrale. » 
En 1998, l'historienne américaine Paula Hyman juge très sévèrement Julien Weill. Elle écrit : « Quand Julien Weill, grand-rabbin de Paris, donna une interview au quotidien conservateur, Le Matin, à la suite du Kristallnacht, il abdiqua toutes les responsabilités des Français et des Juifs français en rapport avec la situation des réfugiés. La France, dit-il, avait fait plus que sa part, et un leader spirituel comme lui n'était pas en mesure de résoudre le problème des réfugiés. De plus, il voulait réfuter l'impression populaire que la question des réfugiés juifs était un obstacle majeur pour assurer la paix en Europe. Affirmant son appui à la politique française d’apaisement, il conditionnait toutes les questions au sujet des réfugiés à la réalisation d'un accord avec le régime nazi. »
Le Comité de coordination de la jeunesse, créé à Strasbourg en 1936, adresse en décembre 1938 une lettre ouverte au grand rabbin de Paris à la suite de son entrevue avec le journal Le Matin, protestant que « la jeunesse juive était convaincue que la dignité de Français d'un individu ne pouvait s'acheter au prix de sa dignité de Juif. »
En 1939, Julien Weill condamne, avec le grand rabbin de France Isaïe Schwartz et Robert de Rothschild, le président du Consistoire de Paris, le troisième Livre blanc du gouvernement britannique sur la Palestine y empêchant l'immigration juive.

#### La Seconde Guerre mondiale

##### Face à l'occupant
Vers minuit, le 13 juin 1940, deux membres de l'Ambassade des États-Unis en France, le conseiller d'ambassade, Robert Murphy, et l'attaché naval, Roscoe Hillenkoetter, sortent de l'Ambassade des États-Unis et se dirigent vers la Place de la Concorde, désertée. Voici ce qu'ils observent :
« Au milieu de l'étendue désertée de la Place de la Concorde, son obélisque égyptien emmailloté dans des sacs de sable et son rond-point étrangement dépourvu de circulation, Murphy et Hillenkoetter observent quatre silhouettes spectrales s'approcher hors de l'obscurité. Murphy reconnait le grand rabbin Julien Weill, le chef religieux de la communauté juive parisienne. Avec le grand rabbin il y a son épouse et deux amis. Murphy comprenait leurs peurs. Comme chef officiel du consulat au cours des neuf années précédentes avant de devenir le conseiller, la responsabilité de Murphy était le bien-être de la communauté américaine en France. Quand les Allemands commencèrent leur saccage à travers le nord de la France en mai, des citoyens américains demandèrent la protection de l'ambassade. Au même moment, quatorze millions de Belges, Hollandais et Français, hommes, femmes et enfants prirent la route en avance des nazis. Connaissant les atrocités allemandes en Pologne durant le Blitzkrieg de 1939, les Parisiens, particulièrement les juifs, naturellement avaient le droit d'avoir des craintes. Murphy se disait : "Nous à l'ambassade avions plus de sympathie pour ces victimes que pour le nombre considérable d'Américains qui furent pris de panique à la dernière minute et qui se comportaient comme s'ils étaient des cibles particulières pour les nazis. Ils avaient beaucoup moins de raisons de s'alarmer car nous n'étions pas en guerre. »
« Le rabbin Weill aurait pu avoir un visa américain et se rendre à New York, où son frère, le Professeur Felix Weill, enseignait le français était un citoyen américain. Malgré le traitement nazi des Juifs en Allemagne et dans les territoires que l'armée allemande avait occupés depuis 1938, il avait choisi de rester à Paris. Sachant à présent que le gouvernement français lui-même - incluant le ministre de l'intérieur juif fort et patriotique Georges Mandel - avait fui Paris, le rabbin était revenu sur sa décision. Murphy pensait que le rabbin Weill avait "des raisons bien compréhensibles" pour changer d'opinion. Le rabbin demanda à Murphy et à Hillenkoetter si lui et sa famille pouvaient avoir une place dans une voiture de l'ambassade, avec son immunité diplomatique, quittant Paris. C'était trop tard, Murphy l'informe. Les divisions de Panzer allemandes encerclaient Paris. L'ambassadeur des États-Unis en Pologne en exil, Anthony Drexel Biddle, Jr, et le secrétaire d'ambassade H. Freeman Matthews étaient partis avec le gouvernement français en fuite pour Tours et le suivait à Bordeaux. Aucun autre diplomate ne quitterait Paris cette nuit. Malgré tout, Murphy mit une voiture à la disposition du rabbin et de sa famille et le chauffeur les conduisit aux portes de la ville. À cet endroit, les sentinelles allemandes leur donnèrent l'ordre de retourner d'où ils venaient. »
Selon Kaufman, Julien Weill suit en juin 1940 les autorités parisiennes à Bordeaux. Le 24 juin 1940, dès l'annonce de l'armistice, il retourne à son poste, à Paris.
Theodor Dannecker, à son arrivée à la direction de la Gestapo à Paris, contacte rapidement Julien Weill pour l'informer qu'il s'attend à ce que l'Association Consistoriale Israélite de Paris (ACIP) représente tous les Juifs parisiens. Le choix du grand-rabbin Weill pour appliquer la loi nazie n'était pas dû au seul fait que Weill apparaissait être le seul leader communautaire disponible mais correspondait à la politique des nazis dans divers pays de recruter des leaders religieux. Le but était de créer un Judenrat.

##### Le Statut des Juifs (1940)
Le 3 octobre 1940, les Juifs de nationalité française perdent, par décret du gouvernement de Vichy, leur statut de citoyens à part entière, obtenu le 21 septembre 1791.
En tant que grand rabbin de Paris, Julien Weill proteste auprès du maréchal Pétain. Il termine sa lettre par ses mots : « Je vous prie de croire, Monsieur le Maréchal, que les citoyens français de religion juive restent fidèlement attachés à leur patrie. »

#### L'après-guerre

##### Reconstruire
Le 31 août 1944, la délégation du Consistoire central pour la zone occupée, qui a fonctionné à Paris depuis 1943, se réunit au 17 rue Saint-Georges dans le 9e arrondissement de Paris, sous la présidence de Julien Weill.
Elle vote une adresse au Général de Gaulle auquel Julien Weill est prié de demander audience pour lui exposer les problèmes de la communauté.
Elle organise, le 7 septembre 1944, une cérémonie d'actions de grâces pour la libération de Paris (19 août-25 août 1944), sans y inviter les autorités publiques, mais à laquelle les militaires juifs présents dans la capitale sont invités. Julien Weill estime indécent de se réjouir alors que l'on est sans nouvelles de dizaines de milliers de déportés.
Vu l'état du judaïsme français à la fin de la guerre, Julien Weill fait partie d'un groupe qui se penche sur la question de l'introduction du français dans les prières. Ce groupe inclut : Georges Wormser, le grand rabbin Maurice Liber, le rabbin Henri-Léon Champagne, Robert Gamzon, Edmond Fleg et Léon Meiss.

##### Témoignages à des procès d'après-guerre
Sur Adrien Marquet, l'ancien maire collaborationniste de Bordeaux, Julien Weill déclare :

« Pendant l’occupation, lors du danger qui pesait - ô combien ! – sur la communauté juive, eh bien, Monsieur Marquet a fait tout son possible pour, d’une part, donner des conseils de prudence à mes coreligionnaires, leur conseillant de faire le possible pour se dérober aux persécutions, et se cacher ou tâcher de s’en aller, et d’aller habiter ailleurs en lieu sûr. [...]
Je crois que, vraiment, il a été, à bien des égards, une protection pour les coreligionnaires et qu’il a pu ainsi, peut-être, contribuer au salut de plus d’un. J’ai eu l’impression que Monsieur Marquet était, parmi les personnes qui ont eu à jouer un rôle pendant les dures années d’occupation, un de ceux qui ont, peut être, sur ce point, fait ce qui était possible »

Lors du procès de Georges Scapini, ambassadeur des prisonniers, Julien Weill note que grâce à la mission que dirigeait Scapini, « nous avions pu éviter le pire en ce qui concerne ceux d'entre nous qui se trouvèrent en captivité ».
Julien Weill meurt à Paris en 1950. Le grand rabbin Jacob Kaplan lui succède comme grand rabbin de Paris.

## Honneurs
Il est nommé, en 1946, Officier de la Légion d'honneur.
Il représente le judaïsme français à l'occasion de la manifestation saluant la création de l'État d'Israël. Il se rend en Israël pour y représenter le Consistoire central israélite de France, lors du second anniversaire de l'État.

## Prix
- Prix Jules Janin 1926 de l’Académie française, pour la traduction des Œuvres complètes de Flavius Josèphe. Antiquités judaïques

## Œuvres de Julien Weill
- Zadoc Kahn. Félix Alcan : Paris, 1912[27].
- Traduction des Antiquités Judaïques de Flavius Josèphe, 1900 (Ire partie), 1920 (2e partie)[28].
- La Foi d'Israël[29].
- (En collaboration). Paul-Louis Couchoud, Joseph de Tonquédec, Yves de la Brière, l'Abbé J. Viollet, l'Abbé Hénocque[30], Paul Claudel, Georges Goyau, Albert Dufourcq, Louis Massignon, le rabbin Julien Weill, André Jundt, Fernand Ménégez, Henri Monnier, Salomon Reinach, Maurice Maeterlinck, Sylvain Lévi, Charles Henry, Robert Mirabaud, Paul Souday, Paul Vulliand, E. Caslant, André Lebey, Ce que je sais de Dieu, Éditions Montaigne, Les cahiers contemporains no 1, Paris, 1926, 223 p.
- Le Judaïsme, Éditions Félix Alcan, 1931, collection « Les Religions »

## Préfaces
- Arsène Darmesteter, Les Gloses françaises de Raschi (Rachi) dans la Bible, accompagnées de notes par Louis Brandin, et précédées d'une introduction par Julien Weill (2e édition, 1909). Texte en ligne (vol. 1 de l'édition de 1929 : Texte des gloses)
- M. Ventura. La Philosophie de Saadia Gaon. Préface de Julien Weill. J.Vrin, Paris. 1934[31].

## Divers
Dans le téléfilm de Félix Olivier, La Résistance (2008), le rôle du rabbin Julien Weill est joué par Christophe Grundmann.